# Disastro della raffineria di Milazzo
Il disastro della raffineria di Milazzo fu un'esplosione verificatasi il 3 giugno 1993 alle 13:30 presso la raffineria di Milazzo, in Sicilia. Nell'incidente persero la vita sette operai che vi lavoravano.

## La dinamica dell'incidente
All'interno dell'impianto del "Topping 4" della raffineria, alle ore 13:30:57, si verificò una fortissima esplosione, dovuta forse a una perdita di gas, che, grazie anche al vento che circolava al momento della disgrazia, incominciò subito a espandersi.
L'ondata di fumo uscì fuori dalla raffineria e raggiunse Milazzo e ci fu il pericolo di tossicità per due settimane.
Intanto gli altri operai, malgrado fossero feriti, incominciarono a prestare soccorso e a contattare i mezzi di soccorso. Furono loro a raccogliere i cadaveri dei loro colleghi.
Le fiamme dell'incendio furono domate verso il tardo pomeriggio.

## Vittime
Nella tragedia morirono sette operai e ne rimasero feriti altri sedici.
In quel momento era scattata la pausa pranzo e quasi tutti erano andati alla mensa, mentre sette di loro rimasero di guardia vicino al "Topping 4" e vennero quindi presi in pieno dall'esplosione.
Le vittime furono:
- Sebastiano Boscarino, 31 anni
- Salvatore Misenti, 23 anni
- Angelo Caminito, 23 anni
- Sebastiano Di Mauro, 33 anni
- Salvatore Camalleri, 27 anni
- Antonio Gitto, 47 anni
- Santo Bonanno, 47 anni

Furono i colleghi superstiti a riconoscere (per esclusione) i cadaveri delle vittime.

## Conseguenze
A qualche giorno di distanza dal disastro, vi fu un'interrogazione parlamentare per discutere sulla sicurezza degli impianti petroliferi. In Italia gli impianti a rischio sono quasi 150.

## Altro grave incidente presso la raffineria di Milazzo
Il 27 settembre 2014, alle ore 00:30, scoppiò un incendio di dimensioni impressionanti in un enorme serbatoio metallico cilindrico a tetto galleggiante (il serbatoio TK513) del diametro di oltre 90 metri ed alto 20, provocando un boato e fiamme alte centinaia di metri, visibili da molti chilometri di distanza e seminando il panico tra i cittadini di Milazzo e dei paesi limitrofi. Le fiamme si estinsero solo circa una settimana dopo, esaurendo tutto il carburante all'interno del serbatoio (Virgin nafta). Per tipologia e dimensioni di incendio, si trattò del secondo caso (il primo, un'esplosione di un serbatoio di analoghe dimensioni, fu nel 1989 a Houston nel Texas) a livello mondiale. A seguito del gravissimo incendio la Procura del Tribunale competente incaricò un team di consulenti (un ingegnere, il prof. Antonio Barcellona dell'Università di Palermo, una squadra di VVF oltre ai militari della locale Capitaneria di porto), per ricostruire la dinamica dell'incidente ed individuare le responsabilità. Secondo tali consulenti, le cause furono legate a scarsa manutenzione degli impianti, alla presenza di fori nel tetto galleggiante, a perdite di carburante, insieme ad errori di manovra durante le operazioni di trasferimento della virgin nafta; inoltre si accertò che furono anche sottovalutati problemi legati a perdite di carburante verificatesi nei due giorni precedenti l'incendio. Il processo, che vede imputati i massimi dirigenti della raffineria, alla data dell'ottobre 2021 è ancora in corso.

## Deposizione di idrocarburi policiclici aromatici nell’area a rischio[2]
A seguito dell'incendio, alcuni Sindaci dei comuni contermini all’impianto industriale hanno richiesto alla Società per l’epidemiologia e la prevenzione “Giulio A. Maccacaro” di effettuare un’indagine ambientale per valutare la natura e la pericolosità delle polveri depositate dai fumi.
Nei giorni successivi allo spegnimento delle fiamme è stato fatto un campionamento della polvere depositata in vari contesti urbani nel raggio di alcuni chilometri dalla raffineria, coinvolgendo la popolazione esposta.
L’area a rischio di Milazzo-Valle del Mela comprende diversi insediamenti industriali, fra cui una raffineria e una centrale termica. Una zona con caratteristiche simili è quella di Sarroch, anch’essa sulle coste del Mar Tirreno, dove è in corso una campagna di rilevamento di inquinamento atmosferico che comprende la determinazione di idrocarburi policiclici aromatici (IPA) e di metalli su campioni di polveri PM10. Dal punto di vista qualitativo, la composizione della miscela di metalli di Sarroch è risultata analoga a quella dei campioni di Milazzo. Invece è risultato evidente il grande eccesso di IPA nelle polveri campionate a Milazzo rispetto a quelle di Sarroch, assolutamente non giustificato dal diverso tipo di modalità di raccolta delle polveri e dal diverso taglio granulometrico (le polveri sedimentate comprendono anche frazioni più grossolane del PM10).
L’indagine condotta sulle polveri raccolte nella zona di Milazzo nei giorni immediatamente successivi all’incendio occorso presso la raffineria ha rilevato una ricaduta di polveri contenenti notevoli quantità di IPA, sostanze pericolose per la salute pubblica. Le maggiori ricadute hanno interessato sia le immediate vicinanze del serbatoio incendiato sia le zone a Ovest e, in misura minore, quelle a Sud dell’impianto, nel raggio di alcuni chilometri. Di conseguenza, la popolazione è risultata esposta a inquinamento atmosferico e, se non sono state adottate opportune cautele, potrebbe avere assunto ulteriori dosi di sostanze pericolose anche per via alimentare.